# 西屬德克薩斯
西屬德克薩斯（西班牙語：Texas Español）是新西班牙總督轄區的一个内陆省份，从1690直到1821年。

## 歷史
西班牙声称拥有今天美国德克萨斯州的部分領土，包括麥地那河和努埃塞斯河以北的土地，但沒有試圖殖民，直到在1689年發現了失敗的法国殖民地聖路易斯堡遺蹟。1690年，阿隆索德來昂在天主教传教士的陪同下到德克薩斯東部建立了第一个天主教差會。遭遇当地部落反抗西班牙入侵，传教士返回了墨西哥，放弃了德克萨斯，在接下来的二十年都沒有再去。

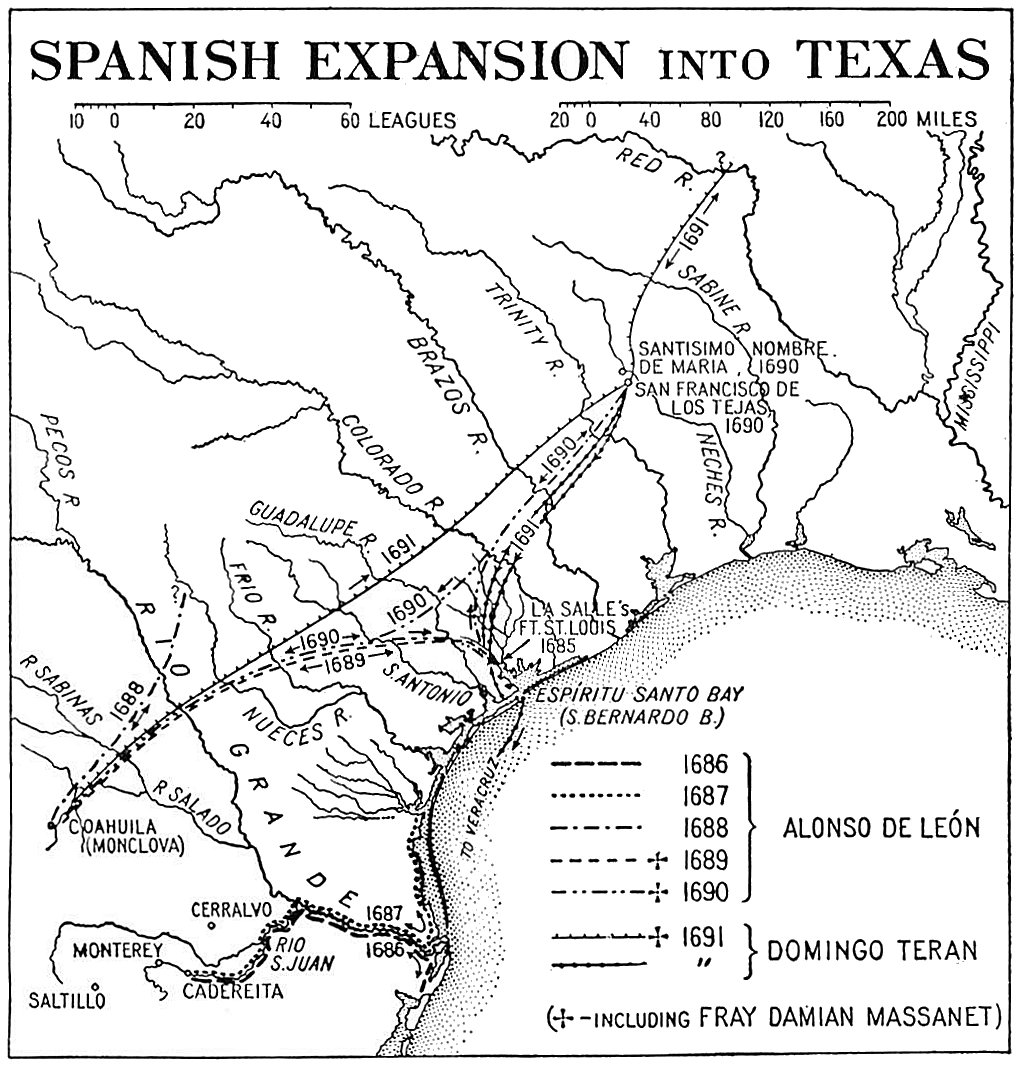
西班牙探险家从墨西哥到德克萨斯的道路。

1716年，西班牙人回到了德克薩斯南部，建立了幾個天主教差會和堡壘，目的是维持一个西班牙领土和法国殖民法屬路易斯安那之間的緩衝區。两年之後的1718年，第一批移民定居在德克萨斯的圣安东尼奥。這個新的城镇迅速成为Lipan阿帕奇人襲擊的目標。
法國在1762年把法屬路易斯安那割让给了西班牙帝国，正式放棄了對德克薩斯的聲索。纳入路易斯安那的新西班牙不再將德克萨斯作爲一個緩衝區，德克薩斯東部的定居点被解散，人口遷移到了圣安东尼奥。 然而在1799年，西班牙把路易斯安那州送回了法国。1803年，拿破仑把路易斯安那出售給了美國，史稱路易斯安購地案。美国总统杰斐逊坚持认为，购买的土地应该包含洛磯山脈東部和格蘭德河北部的所有土地，虽然其大大部分是新西班牙的領土。该纠纷未得到解决，直到1819年亚当斯–奥尼斯条约，当时西班牙割让了西屬佛羅里達。作爲回報，美國承認沙賓河爲西屬得克萨斯的東部邊界和密蘇里領地的西部邊界。

## 另見
- 法屬德克薩斯
- 新西班牙
- 德克薩斯共和國